# Coutilier
coutille

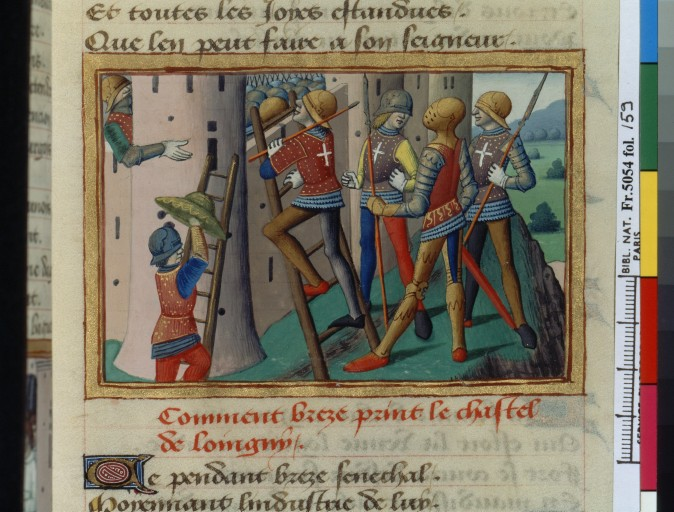
Assaut d'une place forte, Vigiles de Charles VII (vers 1484).

Le coutilier, coutillier, coustillier ou coustilleux est un soldat des XIVe et XVe siècles équipé d'une arme d'hast, appelée coutille ou coustille, sorte de couteau fixé dans une hampe.

## Dans l'armée des rois de France
Il est l'un des six soldats de la lance d'une compagnie d'ordonnance dans laquelle il combat en tant que fantassin.  Si on se fie aux sources iconographiques d'époque, il pouvait aussi remplir le rôle d'un pavesier. Certains nobles qui manquent de moyens pour avoir une armure complète et un cheval de guerre peuvent servir comme coutilier, y compris dans l'arrière-ban. 
Selon Merlin de Cordebeuf au milieu du XVe siècle : « Item, y use len encores dune autre manière de gens armez seulement de haubergeons, sallade, gantellez et harnoys de jambe ; lesquelx portent vouluntiers en leur main une faczon de dardres qui ont le fer large, que len appelle langue de bœuf, et les appelle len coustilleux. » On retrouve donc un équipement assez léger, proche de celui qu'on trouve parmi les archers des compagnies d'ordonnance.
Jean Chartier, à propos des troupes d'ordonnance qui participent à la reconquête de la Normandie: « lequel varlet estoit armé de sallade, jacquette, dague ou haubergeon, brigandine, hache ou guisarme. » Comme les archers, le coutilier (ici « gros varlet ») n'a qu'une protection de torse, ici un haubergeon ou une brigandine. La jacquette correspond au hoqueton sur lequel pouvait figurer la livrée du roi ou celle décidée par le capitaine. 
Dans l'arrière-ban, le coutilier est parfois plus lourdement équipé. En 1455, on prévoit qu'il doit être « bien monté, armé de corset, petits garde-bras, petits gantelets, salade, gorgerin [de mailles], épée et glaviot [lance]. » On peut se demander s'il n'est pas ici un cavalier, avec presque vingt ans d'avance sur les réformes bourguignonnes. Sous le règne de Louis XI, le coutilier d'arrière-ban est souvent équipé d'une brigandine et d'une vouge, sous-entendant qu'il est bien fantassin même s'il peut se déplacer à cheval. Ce n'est qu'aux dernières années de son règne que le roi va entériner la création de bandes d'infanterie, reconnaissant l'importance des piétons armés d'hasts.

## Dans l'armée des ducs de Bourgogne
Que ce soit dans les compagnies d'Ordonnance ou au sein de l'arrière-ban, l'armée de Charles le Téméraire est une référence dans l'histoire militaire du XVe siècle, si bien qu'on a l'habitude d'utiliser les sources bourguignonnes pour tenter de mieux cerner les soldats du temps des réformes sous Charles VII alors que deux décennies les séparent. 
Dans les années 1470, le coutilier bourguignon est un cavalier, le piquier s'étant imposé comme fantassin armé d'hast au sein de la lance bourguignonne comme pouvait l'être le coutilier français sous Charles VII.
Selon les ordonnances royales, le coutilier (qu'il fasse partie de l'armée permanente ou non) est équipé d'une salade avec gorgerin (la bavière est mentionnée à partir de 1473), d'une cuirasse ou d'une brigandine avec un arrêt de lance, avant-bras, petits garde-bras, gantelets ou mitons, flancarts (tassettes de côté) et jupe ou braies de mailles. Il est armé d'une demi-lance ou javeline, d'une épée à une main et d'une dague à double tranchant. Ils reçoivent aussi un paletot ou hoqueton mi-partie bleu et blanc sur lesquels ils pourront mettre l'enseigne de leurs capitaines.